# Schlepptender

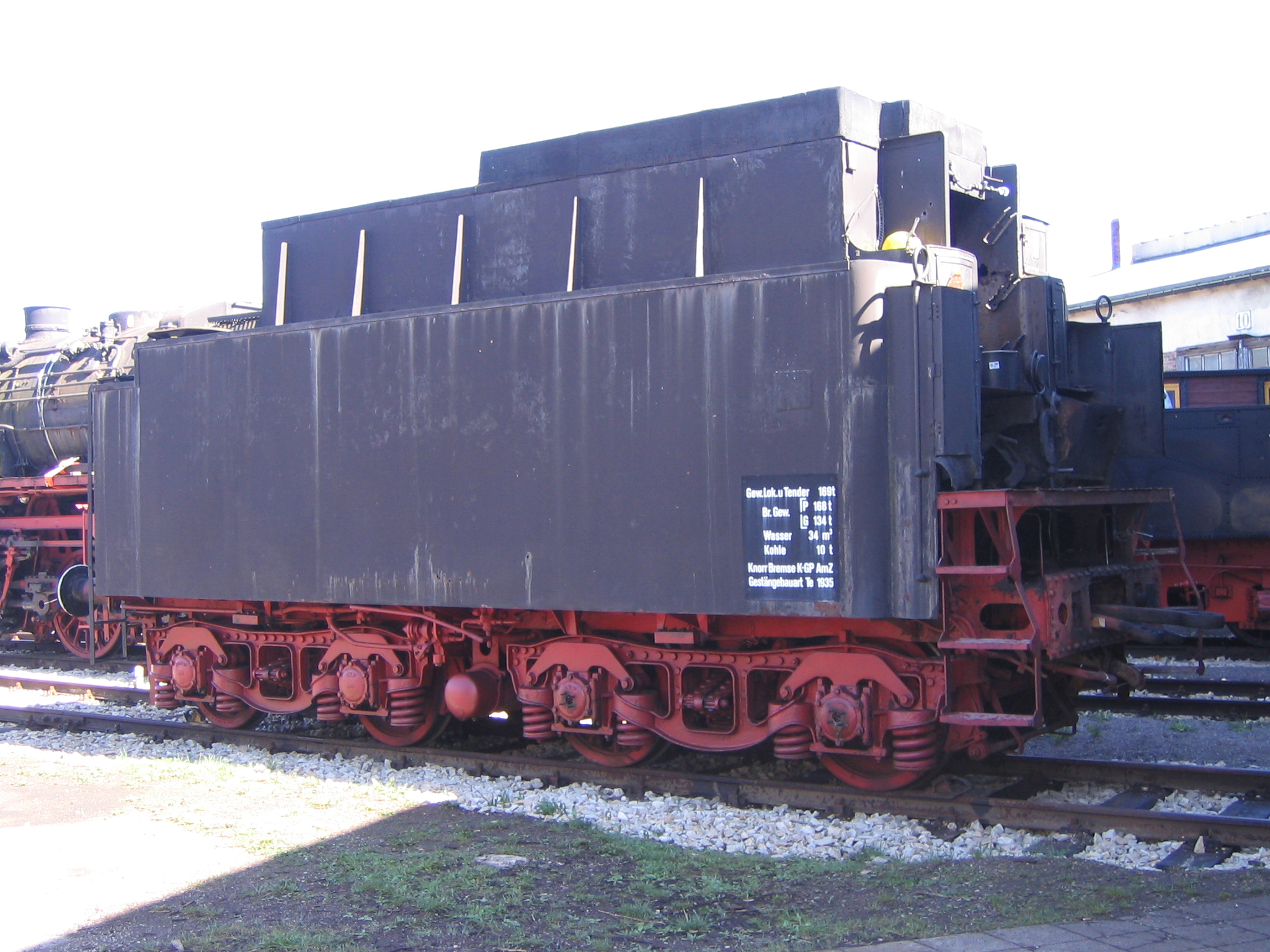
Einheitstender 2’2’ T34

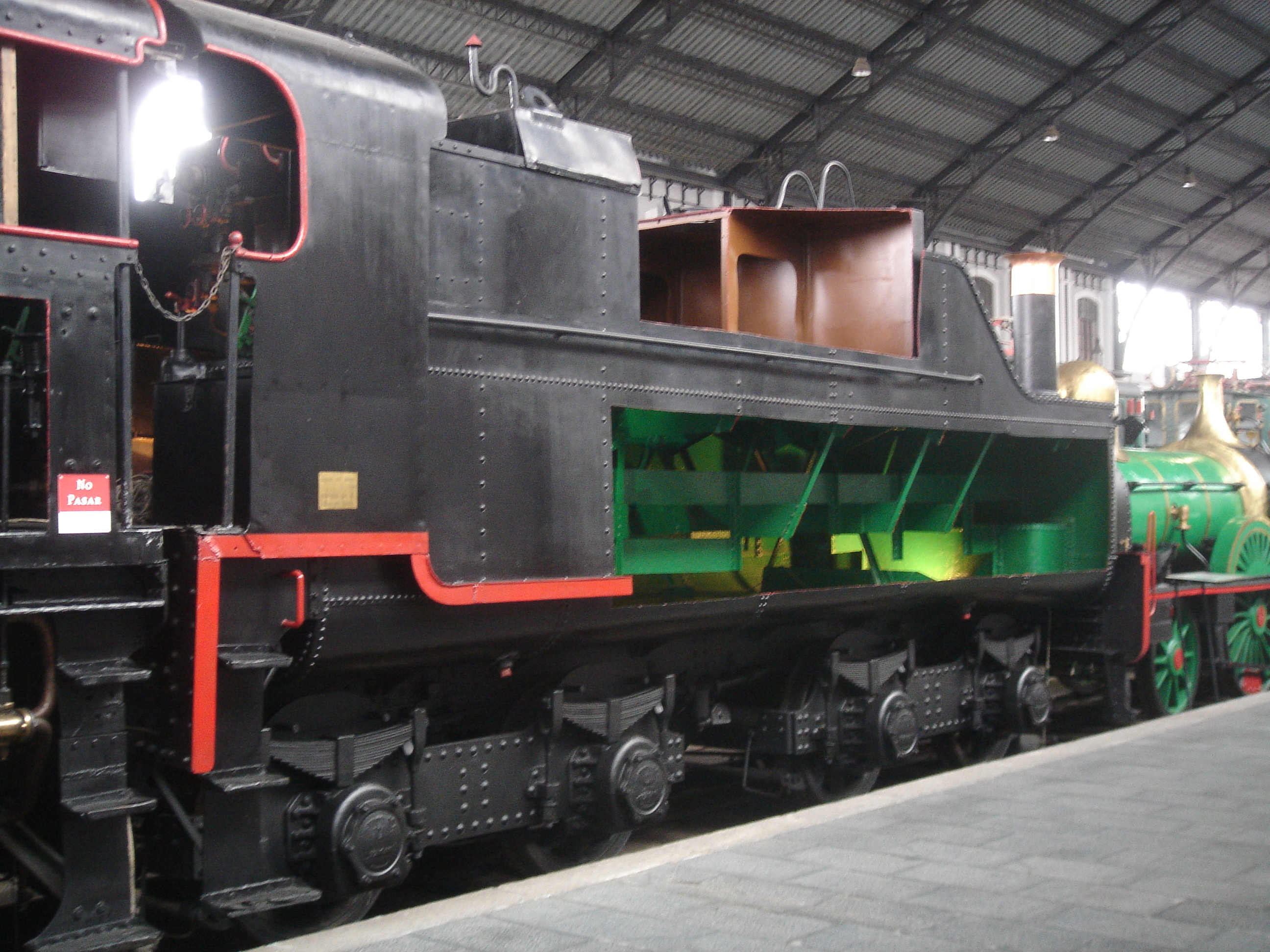
Schnitt durch den Schlepptender der spanischen Dampflok Renfe 141F 2416 im Eisenbahnmuseum Delicias, Madrid.
Im grünen Bereich wurde das Wasser, im braunen Bereich das Heizöl mitgeführt. Im Wasserkasten sind Schwallbleche angebracht, um die Bewegung des Wassers während der Fahrt zu verringern.

Ein Schlepptender ist ein Vorratswagen, der die Brennstoffe und Wasser für die Dampferzeugung von Schlepptender-Dampflokomotiven mitführt. Im Gegensatz zu Tenderlokomotiven, die die Betriebsstoffvorräte direkt mitführen, ist er für den Betrieb einer Schlepptenderlokomotive unbedingt erforderlich. Der Schlepptender ist unmittelbar mit der Lokomotive gekuppelt, und zwar meist an deren hinterem Ende mit Feuerbüchse und Führerstand, um im Normalbetrieb von der Lok „geschleppt“ zu werden.
Seit 2012 ist die Entwicklung batteriebeladener „E-Tender“ für Elektrolokomotiven geplant, um damit auch nicht elektrifizierte Streckenabschnitte befahren zu können.

## Ausführung

### Allgemeines
Als Brennstoffe können je nach Auslegung Steinkohle, Braunkohle, Kohlenstaub, Holz, Torf, leichtes Heizöl oder Schweröl mitgeführt werden. Der Bunkerraum für die Brennstoffe ist meist speziell für die jeweilige Brennstoffart ausgeführt. Da bei heutigen historischen Fahrten mit Dampflokomotiven die Möglichkeiten zum erneuten Wasserfassen rar geworden sind, werden dafür häufig zwei Schlepptender hinter der Lokomotive geführt, um den Wasservorrat zu erhöhen. Der Betrieb mit zusätzlichen Wassertendern (oft einfache Kesselwagen) war auch in wasserarmen Gebieten üblich, zum Beispiel in Südafrika.
Die Größe eines Schlepptenders richtet sich nach den Betriebsbedürfnissen (Streckenlänge, Versorgungsstationen, Zeitaufwand beim Versorgen). In Deutschland eingesetzte Tender fassten zwischen 5 und 40 m³ Wasser und 4 bis 18 t Brennstoff; in den USA waren bis zu 94,6 m³ Wasser und 26,5 t Brennstoff üblich. Wo während der Fahrt Wasser aus Trögen aufgenommen werden konnte, wurde weniger Raum für den Wasservorrat eingeplant und dafür mehr Brennstoff mitgeführt (weltweiter Höchstwert: 41,7 t Kohle im Tender der Niagara der NYC, hinzu kamen immer noch 68,1 m³ Wasser).
Wegen der großen Masse mit vollen Vorräten haben die vergleichsweise kurzen Tender meist viele kurz hintereinander angeordnete Radsätze. Sehr verbreitet ist die Bauweise mit zwei zweiachsigen Drehgestellen. Bei den großen US-amerikanischen Lokomotiven waren sechs- bis achtachsige Tender üblich. Die vergleichsweise hohe Masse eines Schlepptenders verringert zusammen mit der vorgespannten Kupplung das Zucken (Stoßen) der Lokomotive im Betrieb.

### Einteilung gemäß ihrem Laufwerk
Tenderbauarten lassen sich gemäß der Ausführung ihrer Laufwerke wie folgt unterscheiden.

#### Steifrahmentender

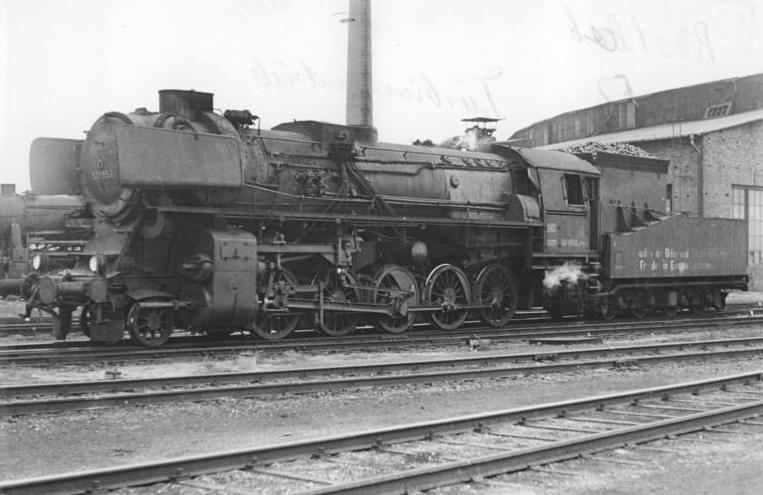
Güterzuglokomotive 52 1952 mit Steifrahmentender

Steifrahmentender sind drehgestelllose Tender mit vier und mehr im Rahmen gelagerten Radsätzen.  Die ersten dieser Bauart waren die Tender der Südbahn-570 im Jahre 1915, später bei der BBÖ als SB-Tenderreihe 87 bezeichnet. Alle weiteren Tenderserien waren dann von dieser Bauart.
Nach dem Ersten Weltkrieg wurden in Österreich weitere Steifrahmentender entwickelt und gebaut. Die Tender der BBÖ-Tenderreihe 84 wurden mit den Lokomotiven der Reihe 214 und die BBÖ-Tenderreihe 85 mit den 2’D-Schnellzuglokomotiven der Reihe 113 gekuppelt. Ein Drehgestelltender der Reihe 86 fasste zum Vergleich 6 Tonnen weniger Kohle als ein Steifrahmentender der Reihe 85. Der Floridsdorfer Steifrahmentender für die DR-Baureihe 52 war eine Notlösung mit schlechteren Eigenschaften, um die Lieferlücke von Wannentendern zu schließen. Der Steifrahmentender war 5,3 t schwerer und fasste nur 8 t Kohle. Diese Tender wurden von der Lokomotivfabrik Floridsdorf in Wien entwickelt und später auch von den Raxwerken in Wiener Neustadt und den Eisenwerken Kaiserslautern gebaut. Sie waren mit Lokomotiven der DR-Baureihe 52 und 42 gekuppelt.
In Österreich sind drei erhaltene Steifrahmentender der DR-Bauart K4 T30 bekannt. Der für einen Unkrautzug zum Behälterwagen 8081 9731 120-8 umgebaute Tender 9592.17, welcher zuletzt mit der 42 2396 gekuppelt war bei der ÖGEG, und zwei zu einem Löschschaumfahrzeug umgebaute. Wobei sich der 8081 9788 901-3 beim ÖSEK befindet. Bei diesem ist geplant, ihn in seinem ursprünglichen Zustand zurück zu bauen, um ihn in Zukunft mit der 52 100 zu kuppeln.
In Deutschland ist diese Tenderbauart noch an der 52 6666 im ehemaligen Bahnbetriebswerk Berlin-Schöneweide zu sehen. Im Dampflok-Museum Hermeskeil sind ebenfalls zwei Steifrahmentender erhalten.
In Polen ist die Ty2-821 (52 7328) im Industrie- und Eisenbahnmuseum Schlesien mit dieser Tenderbauart zu sehen. Seit 1993 ist die Ty2-50 (52 200) im Museum für Fahrzeuge und Bahntechnik Chabówka mit so einem gekuppelt.
Im Eisenbahnmuseum Sankt Petersburg ist die  TЭ-6769 (52 6769) mit einem Steifrahmentender ausgestellt.

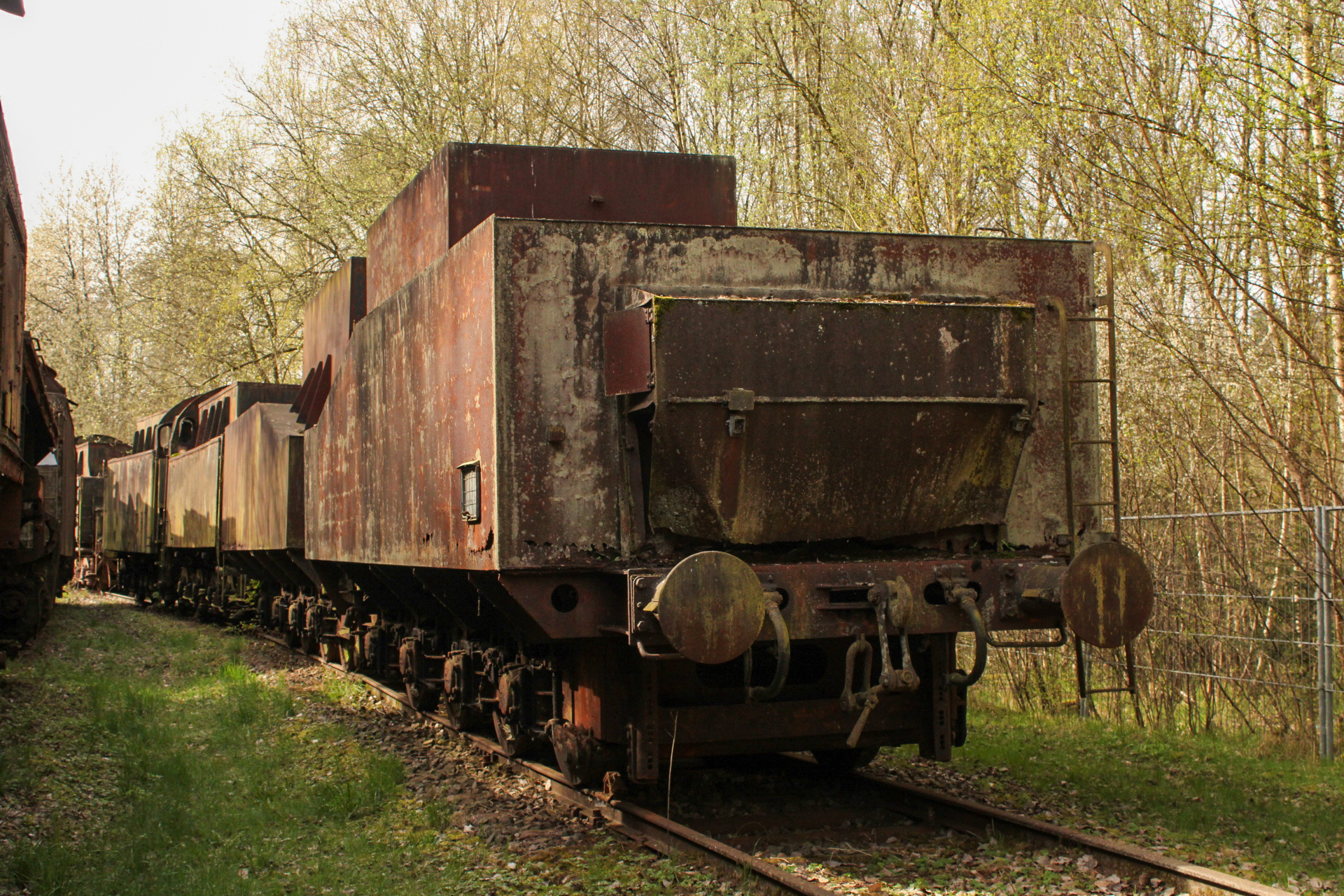
Steifrahmentender im Bw Hermeskeil

#### Drehgestelltender
Bei einem Drehgestelltender laufen die Radsätze in Drehgestellen. Drehgestelltender erzielen eine bessere Bogenlauffähigkeit und laufen bei Rückwärtsfahrten ruhiger.
Die einzigen Drehgestelltender in Österreich blieben die von 1902 bis 1916 gebauten der Reihe 86, die hauptsächlich mit den Schnellzuglokomotiven der KkStB-Reihe 310 gekuppelt waren sowie die Sonderbauart der Reihe 88 von 1916 mit innengelagerten Radsätzen; ein Versuch zur Reduzierung der Leermasse.

#### Steifrahmentender mit Drehgestell

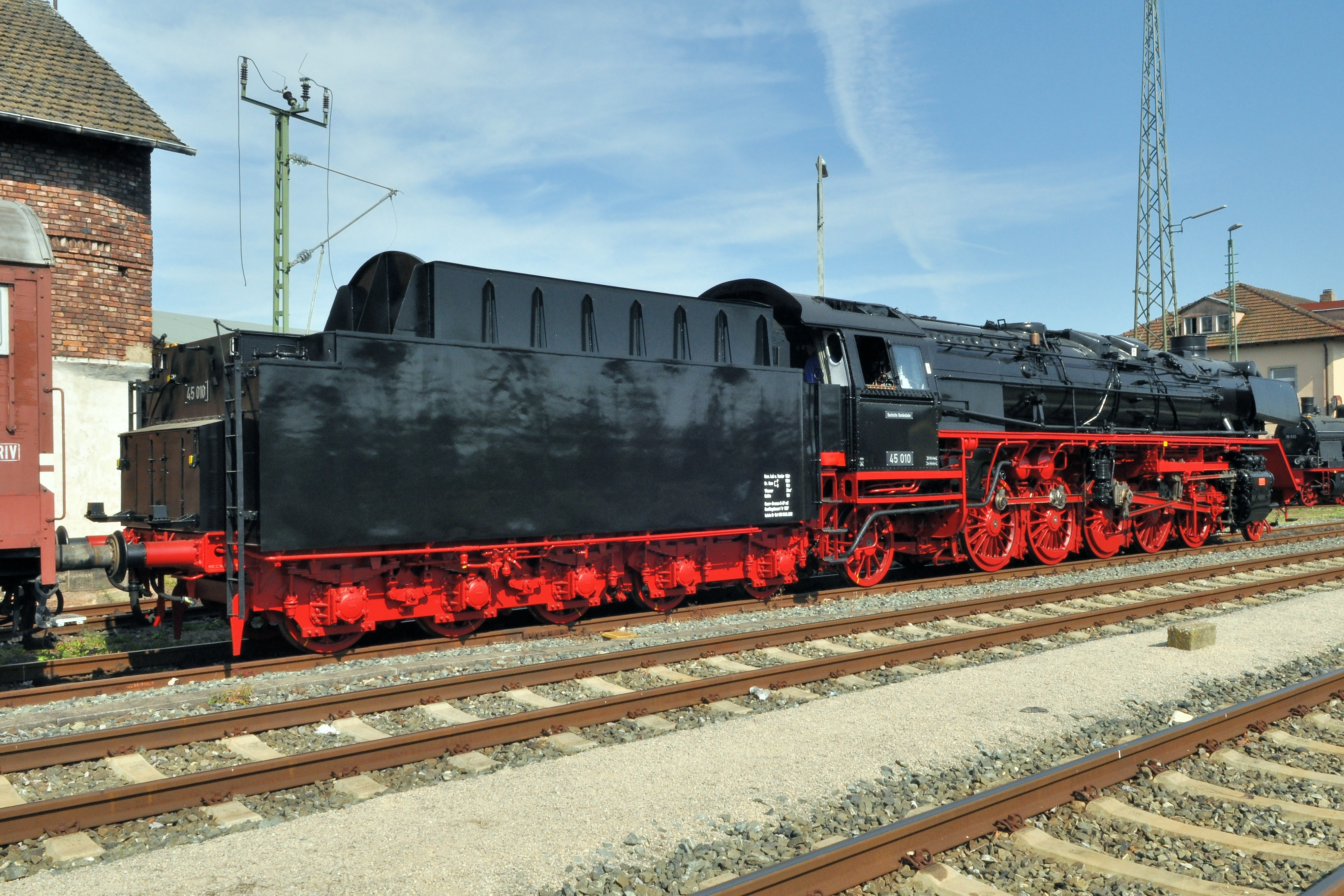
Steifrahmentender mit Drehgestell vom Typ 2'3 T38

Ein Steifrahmentender mit Drehgestell stellt eine Mischform dar, bei dem ein Teil der Radsätze im Rahmen gelagert sind und ein Teil in einem Drehgestell. Ein Beispiel für diese Ausführungsform sind die fünfachsigen Tender vom Typ 2’3 T38.

### Einteilung gemäß ihrer Bauart
Die Bauart von Schlepptendern lassen sich in zwei Kategorien einteilen:
- Tender mit einem besonderen Untergestell, auf dem ein Behälter aufgesetzt ist
- selbsttragende Tender, mit einem direkt auf dem Laufwerk gelagerten Behälter, der seine Eigenmasse und die der Vorräte ohne einen besonderen Rahmen trägt

Erstere Bauart wurde hauptsächlich in der Anfangszeit des Dampflokomotivenbaus angewandt. Aufgrund ihres hohen Konstruktionsgewichts ging man im Laufe der Zeit zu selbsttragenden Tendern über. Typische Bauformen selbsttragender Tender sind die Vanderbilt-Tender und die Wannentender.

## Bauformen

### Vanderbilt-Tender

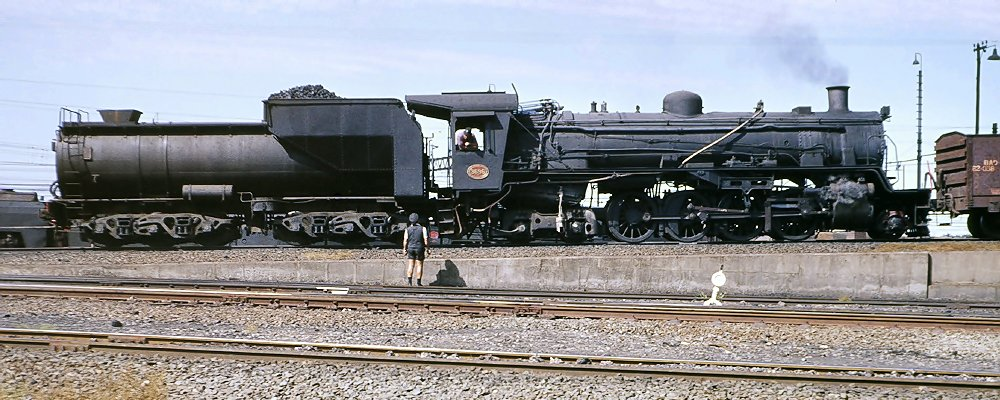
24 3696 der SAR mit Vanderbilt-Tender

1901 ließ Cornelius Vanderbilt III einen Tender patentieren, der wie ein Kesselwagen einen zylindrischen Wasserbehälter hat, auf dem im vorderen Bereich der Kohlenkasten aufgesetzt ist. Vorteile dieser Bauweise waren – bei gegebenem Volumen – eine geringere Oberfläche, geringere Leermasse und größere Steifigkeit, der Nachteil war die größere Länge, weil der Wasserbehälter die Fahrzeugbegrenzungslinie nur unzureichend nutzt. Tender dieser Bauart wurden von einigen US-amerikanischen Bahngesellschaften verwendet, zum Beispiel von der Baltimore and Ohio Railroad, sowie von den South African Railways (unter anderem waren die Maschinen der Klassen 24 und die letzte Lieferung der Klasse 19D damit ausgestattet). Die ersten in Europa gebauten Tender dieser Bauart wurden von den Ungarischen Staatsbahnen bei den Lokomotiven der Reihe 203 verwendet.

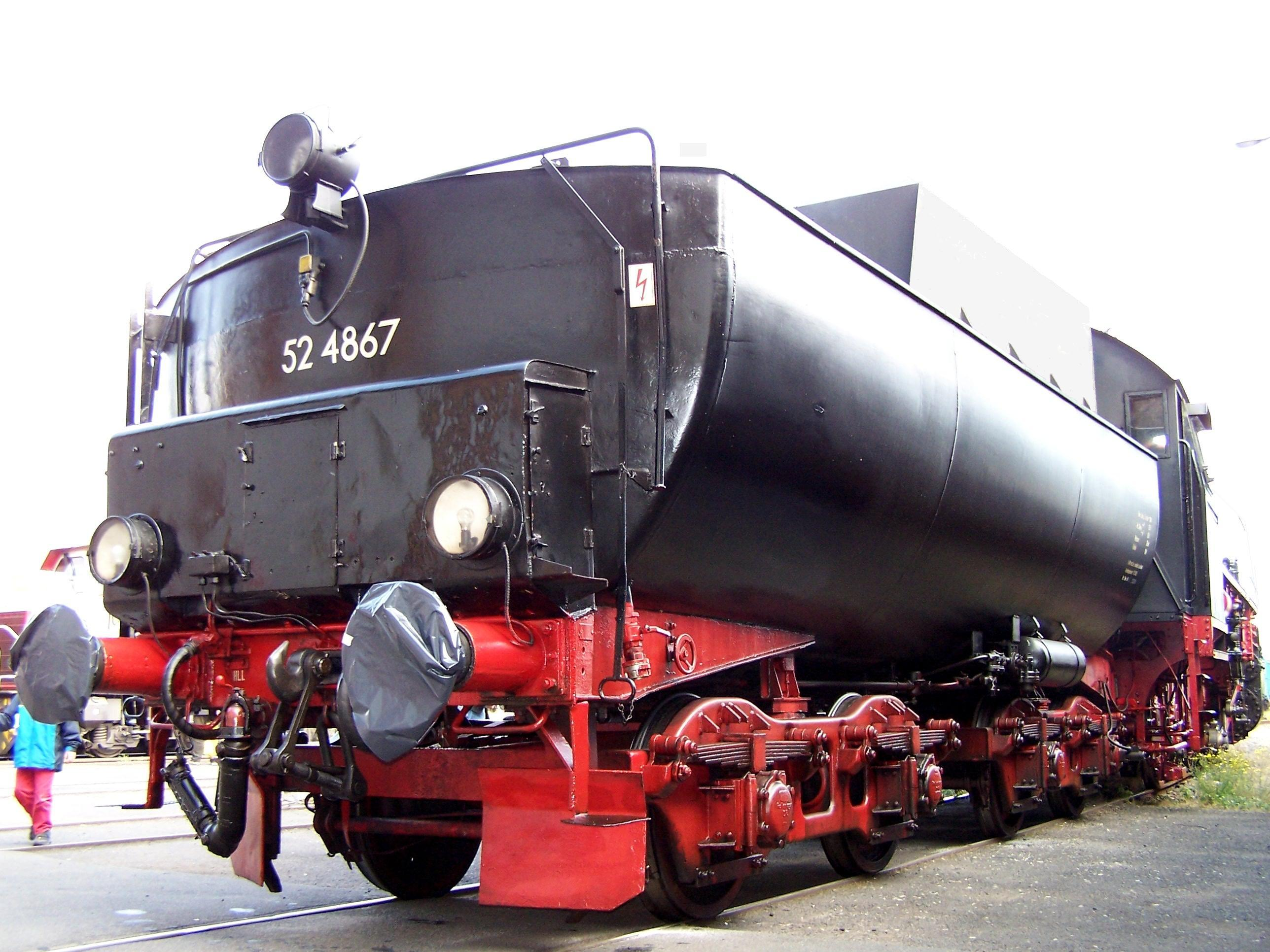
Wannentender der Güterzuglokomotive 52 4867 (Historische Eisenbahn Frankfurt)

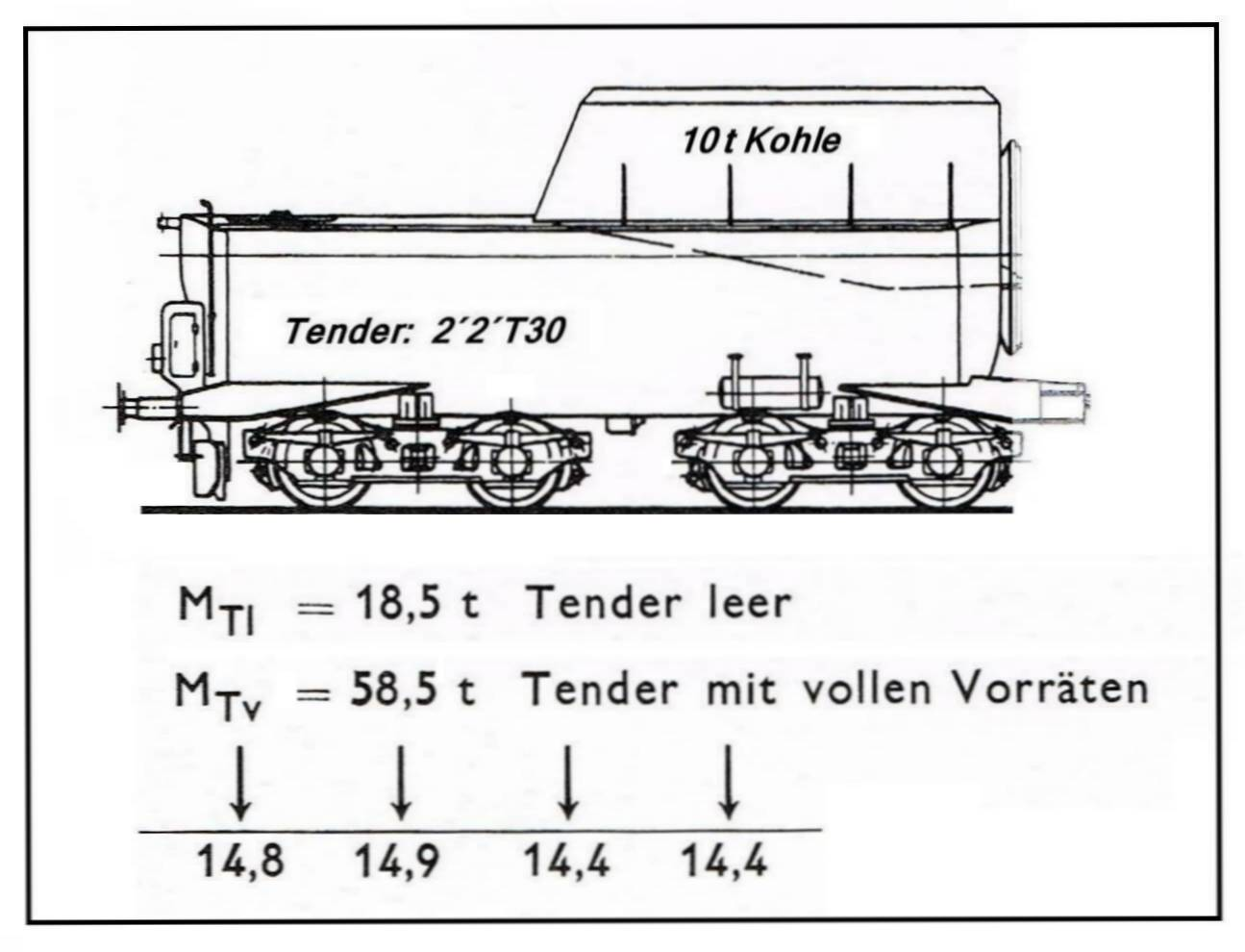

### Wannentender
Während des Zweiten Weltkrieges wurden für die Kriegslokomotiven Baureihen 52 und 42 die Wannentender 2’2’ T30 in großer Stückzahl gebaut. Durch die selbsttragende Konstruktion des Wasserkastens, der aus einem wannenförmig gebogenen Blech gefertigt wurde, konnten beachtliche Einsparungen an Material und Fertigungszeit erzielt werden.
Nach dem Zweiten Weltkrieg wurden durch die Deutsche Bundesbahn zahlreiche Personenzuglokomotiven der Reihe 38.10 wegen der größeren Vorräte mit durch die frühzeitige Ausmusterung der dazugehörenden Lokomotiven freigewordenen Wannentendern der Reihe 52 gekuppelt. Die Wannentender 2’2’ T30 laufen auf angepassten Güterwagendrehgestellen der Einheitsbauart aus Pressblech.

### Tender mit Wasserkastenrahmen

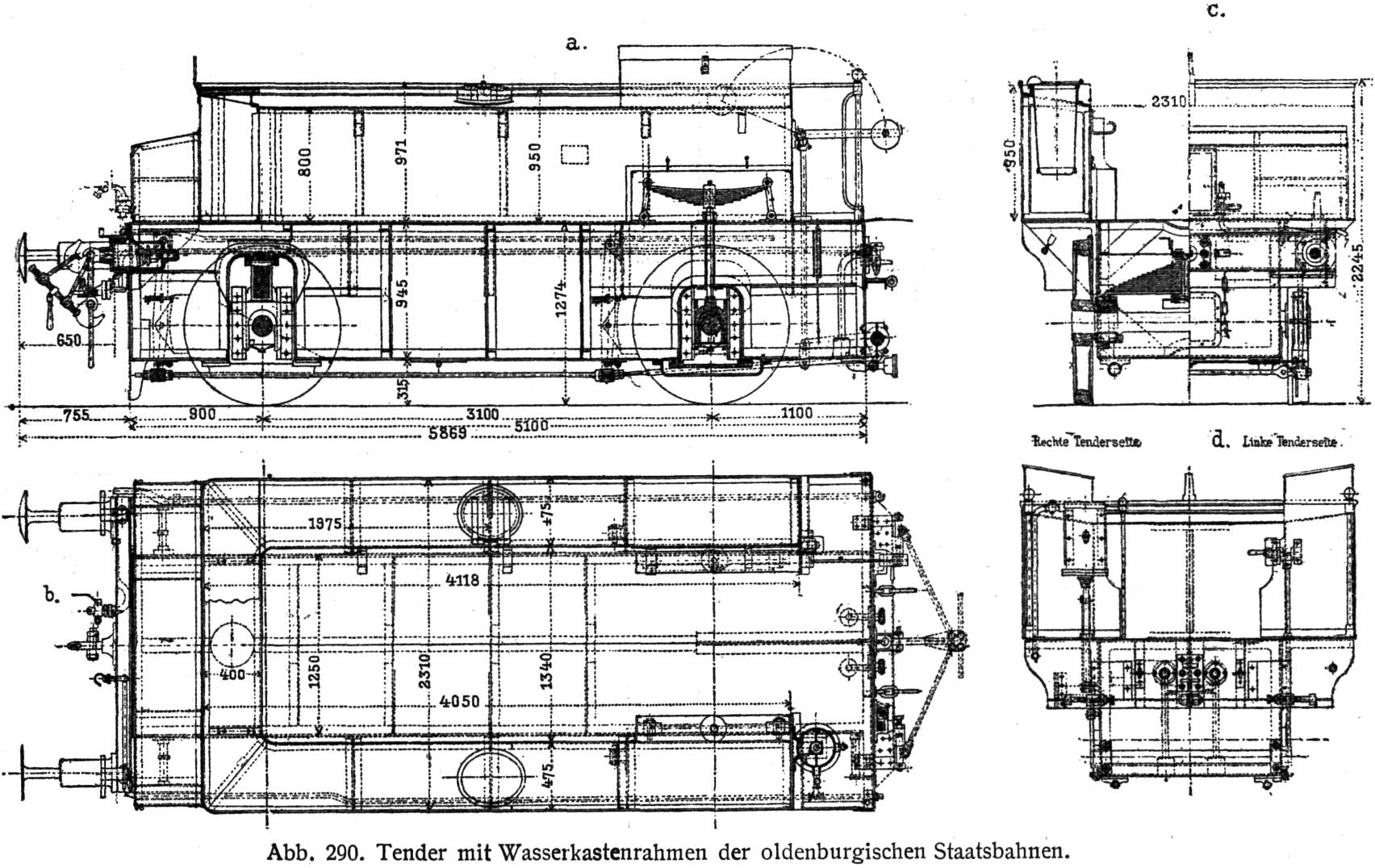
Tender mit Wasserkastenrahmen einer Oldenburgischen P 3.2

Das Untergestell war ähnlich wie bei den Tenderlokomotiven nach „System Krauß“ kastenförmig ausgebildet und diente zur Aufnahme eines Teiles des Speisewassers. Der obere Teil des Wasserkastens war hufeisenförmig gehalten. Die Federn der Vorderachsen lagen in Schutzkästen über dem Tenderboden im Kohlenraum, die gemeinschaftliche Querfeder der rückwärtigen Achse lag in einer entsprechend versteiften Aussparung im unteren Wasserkasten. Diese Bauart bot große Festigkeit bei geringem Eigengewicht und war bei den Großherzoglich Oldenburgischen Staatseisenbahnen bis um 1900 im Einsatz. Ein Nachteil war jedoch das erschwerte Auswechseln schadhafter Bleche und die versteckte Lager- und Federanordnung.

## Sonderformen

### Kondenstender

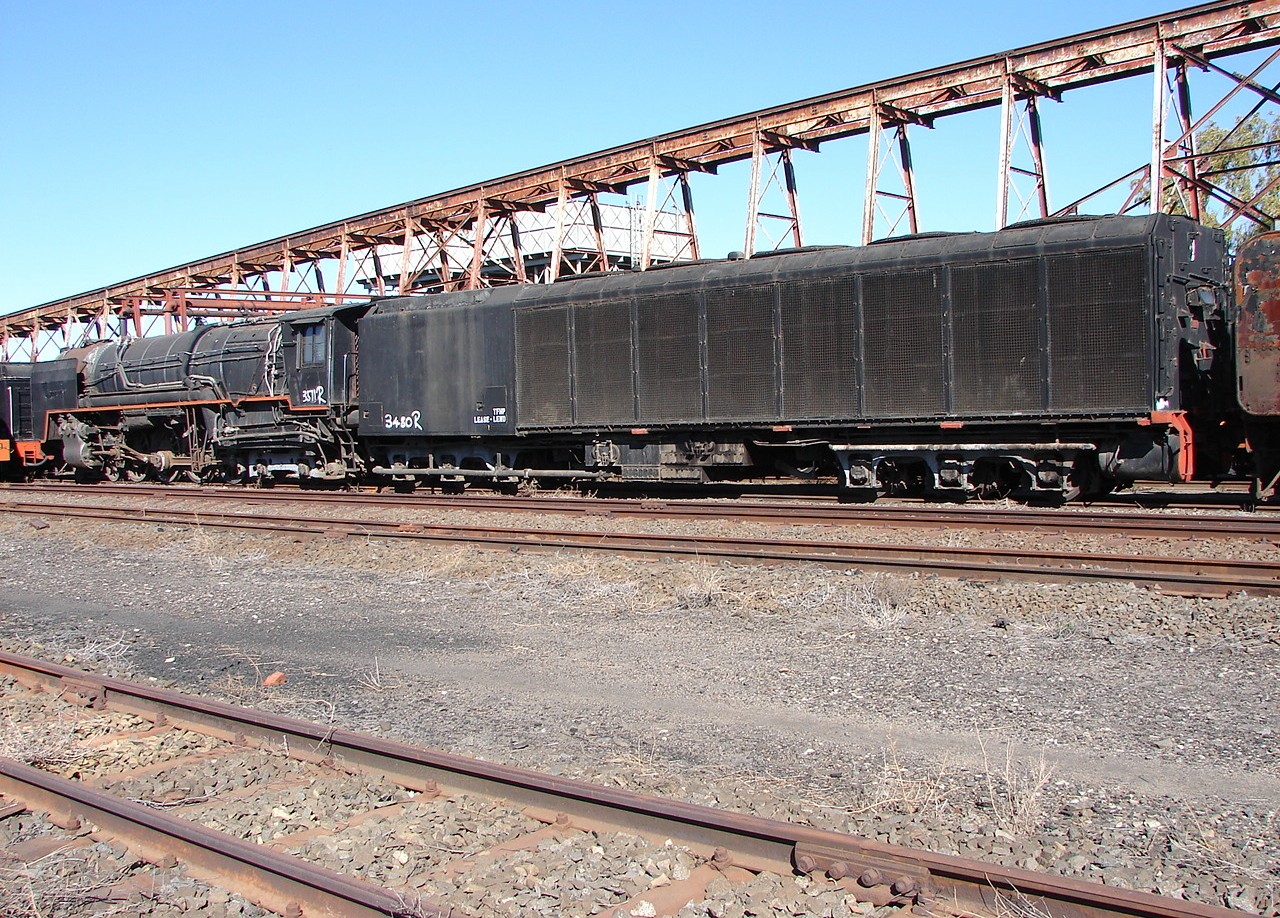
SAR-Klasse 25 mit Kondenstender

Für Bahnstrecken mit schlechter Wasserversorgung, zum Beispiel im Zweiten Weltkrieg für Bahnstrecken in den deutsch besetzten Gebieten der Sowjetunion (siehe: Baureihe 52), und für extrem wasserarme Strecken in Südafrika (SAR-Klasse 25) wurden Kondensationslokomotiven mit einem Kondenstender mit außenliegenden Kühlrippen gebaut, die aus dem Abdampf der Lokomotive das Wasser zurückgewannen.
Ein Kondenstender ist Exponat im Deutschen Dampflokomotiv-Museum in Neuenmarkt.

### Korridortender

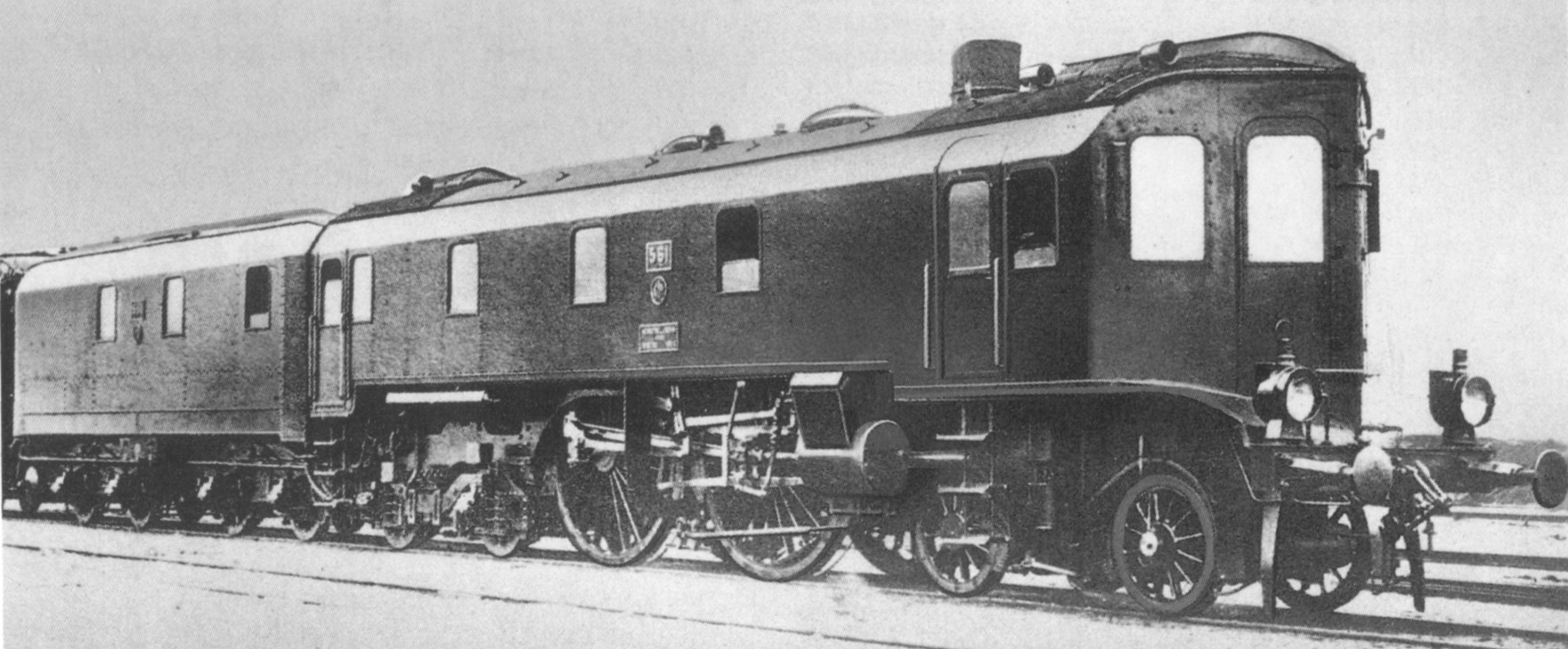
Korridortender mit Fenstern der Preußischen S 9 Altona 561

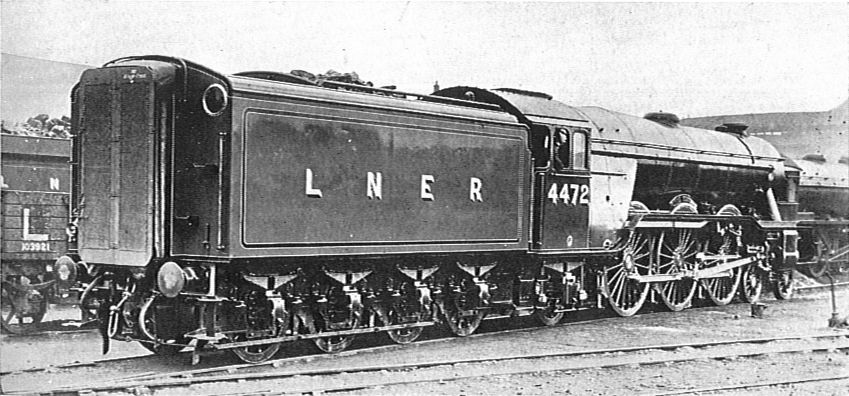
Korridortender für die Lokomotiven der LNER-Klasse A3

Ein Teil der Lokomotiven der britischen Schnellzuglokomotivklassen A3 und A4 wurden für lange, ohne Zwischenhalt zurückzulegende Fahrten mit Tendern ausgerüstet, die einen Seitengang zum Personalwechsel während der Fahrt besaßen. Genutzt wurde das vor allem für den ohne Halt zwischen London und Edinburgh verkehrenden Expresszug Flying Scotsman. Auch die preußische S9 Altona 561, Bauart Wittfeld-Kuhn, war mit einem Tender mit seitlichem Durchgang gekuppelt.

### Kabinentender

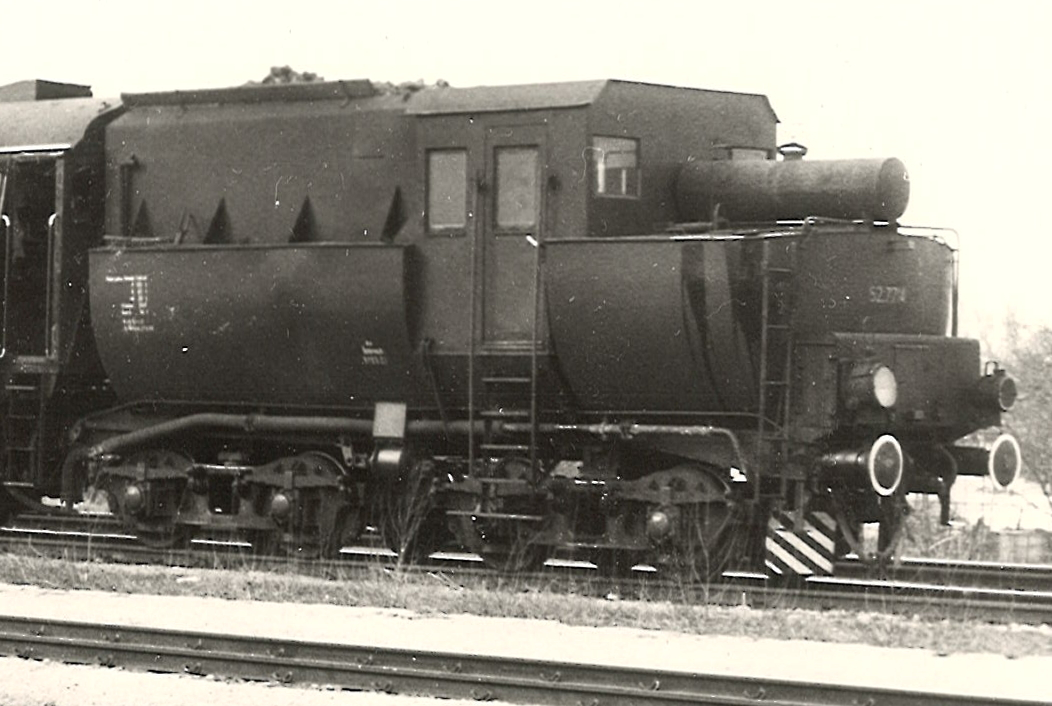
Kabinentender österreichischer Bauart

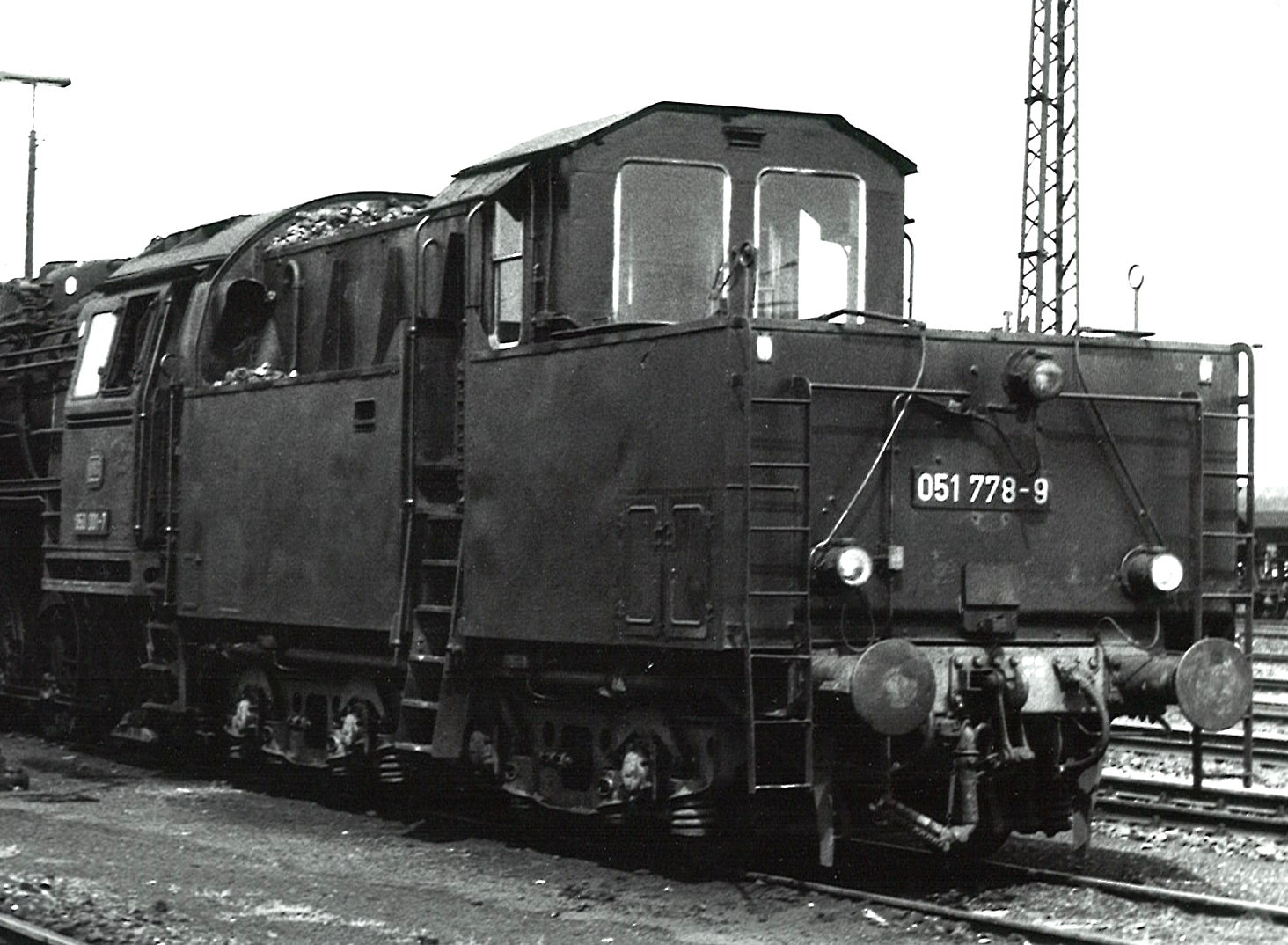
Kabinentender deutscher Bauart

Der Kabinentender ist eine Tenderbauform, bei der ein kleiner Raum für den Güterzugbegleiter/Zugführer eingerichtet wurde, wodurch der Güterzugbegleitwagen eingespart werden konnte. Die Kabine befindet sich hinter dem Kohlenkasten und kann von beiden Seiten des Tenders durch eine Tür erreicht werden. Durch den Einbau der Kabine verringern sich die Vorräte des Tenders. Kabinentender entstanden bei der DB aus Kastentendern 2’2’ T26 der BR 50 und bei der ÖBB aus Wannentendern Rh 9593 (ehemals DR K2’2’ T30), die somit zur Rh 9793 wurden. Diese wurden mit Lokomotiven der Reihen 42, 52 und 152 gekuppelt.
Mit einer Länge von 2080 mm, einer Breite von 1400 mm und einer mittleren Höhe von 2253 mm waren die DB-Kabinen etwas kleiner als die der ÖBB-Tender. Zwei große Fenster nach hinten (mit handbetätigtem Scheibenwischer) und die beiden Türfenster boten gute Sicht. Die Wände der Kabine waren mit Kunststoffplatten verkleidet, ein Arbeitstisch reichte über die gesamte Kabinenlänge. Ein gepolsterter Klappsitz vor dem Tisch und eine schwenkbare Tischlampe boten gute Arbeitsbedingungen für den Zugführer. Rechts und links vom Tisch befanden sich im Schwenkbereich der Türen noch zwei Notklappsitze. Zwei Regale mit Sortierfächern, ein Waschbecken, eine Wasserkanne und vier Kleiderhaken vervollständigten die Ausstattung. Beheizt wurde die Kabine über eine Fußbodenheizung und zwei Heizkörper, die von der Dampfheizleitung der Lokomotive gespeist wurden.
Bei der DB übernahm das Ausbesserungswerk Lingen 1958 die Serienfertigung der Tender, nachdem mit mehreren Tendern in Versuchsausführung (schräger Fenstereinbau) Erfahrungen gesammelt worden waren. Im August 1962 waren schließlich 735 Tender umgebaut.

### Kohlenstaubtender
Bereits 1923 hatte sich die Studiengesellschaft für Kohlenstaubfeuerung auf Lokomotiven (STUG) gegründet. 1924 begann auch die AEG erste Versuche mit Kohlenstaubfeuerung. Dazu wurden zylindrische Staubbehälter auf den Wasserkasten gesetzt. Um die sehr harten Arbeitsbedingungen der Heizer (in der DDR musste Anfang der 50er Jahre Rohbraunkohle mit niedrigem Brennwert für den Dampflokomotivbetrieb verwendet werden) zu erleichtern, baute die Deutsche Reichsbahn ab 1952 Tender einiger Lokomotiven der Reihen 44, 58 und 52 in Staubtender System Wendler (benannt nach dem Konstrukteur und Nationalpreisträger Hans Wendler) um.
Beim System Wendler wurde der Braunkohlenstaub in den Staubbunkern mittels Druckluft zu Austragungsschiebern gefördert (ausgetragen). Im sogenannten Staubrohr wurde der Staub dann mit der angesaugten Verbrennungsluft vermischt und gelangte über Wirbelbrenner in die Feuerbüchse. Der zum Ansaugen des Staub-Luft-Gemischs notwendige Unterdruck wurde durch die verstärkte Saugzuganlage (Blasrohr mit Düsen) erzeugt. Der Bläser wurde im Regelbetrieb auch bei geöffnetem Regler bis zu einem Schieberkastendruck von 10 atü verwendet.
Da für die Brennstoffversorgung große und kostenintensive Kohlenstaubbunker in den Bahnbetriebswerken vorgehalten werden mussten und zunehmend schweres Heizöl aus Importen, insbesondere aus der UdSSR, zur Verfügung stand, unterblieben weitere Umbauten zugunsten des Umbaus auf Ölhauptfeuerung.

### Triebtender
Gelegentlich wurden gewöhnliche, Betriebstoffvorräte mitführende Tender mit angetriebenen Radsätzen ausgestattet. Damit wurde das Gewicht der Vorräte als zusätzliches Reibungsgewicht ausgenutzt. Diese Bauart war bei einigen US-amerikanischen Mallet-Lokomotiven der Bauart Triplex in den 1930er Jahren anzutreffen.
Die Deutsche Reichsbahn setzte von 1927 bis 1937 versuchsweise eine Maschine der Baureihe 38 (T 38 3255, Achsfolge 2’C+1B2’) mit einem zusätzlichen Abdampfturbinenantrieb im Tender ein.

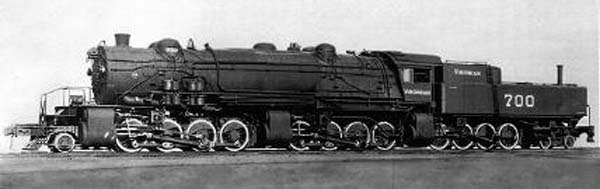
Triplex XA der Virginian Railways mit Antriebssatz am Tender
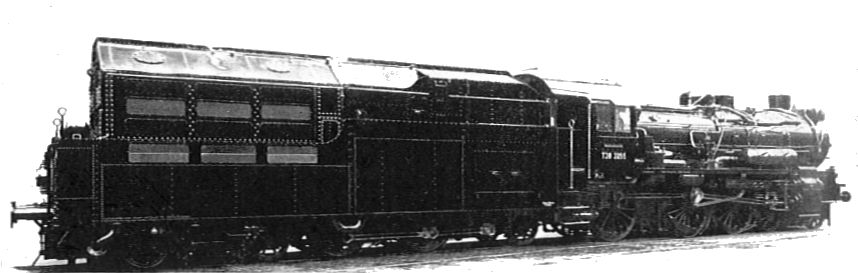
DR T38 3255 mit zusätzlichem Turbinenantrieb am Tender

### Akkutender („E-Tender“)

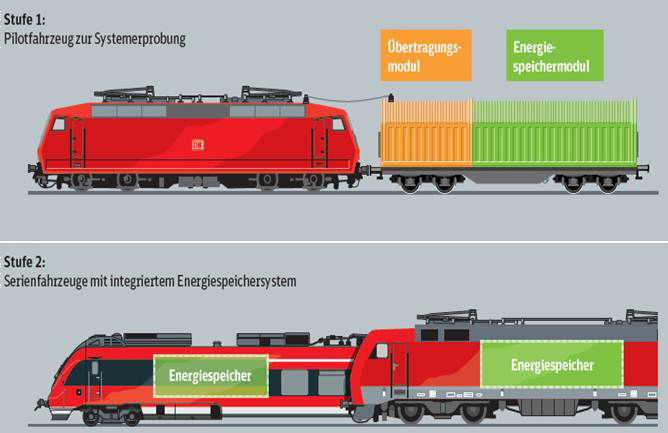
Studie „Energie-Tender“

Der Begriff Akkutender wurde bereits bei früheren Entwicklungen von Akkumulatorlokomotiven bzw. -triebwagen verwendet (z. B. bei den im Bergbau verwendeten BBA B 660, BBA EL 61), um Antriebsenergie für unterwegs speichern und abrufen zu können, wenn keine externe Stromversorgung zur Betriebsspannung vorhanden ist beziehungsweise um mindestens für eine gewisse Zeit von entsprechender externer Infrastruktur unabhängig zu sein.
Seit 2012 ist die Entwicklung von „E-Tendern“ für Elektrolokomotiven geplant, um in Batterien gespeicherte Elektroenergie mitführen zu können: Damit sollen Züge mit Elektrolokomotiven auch nichtelektrifizierte Streckenabschnitte ohne einen Lokwechsel befahren können. Dies sieht eine gemeinsame Entwicklung des Deutschen Zentrums für Luft- und Raumfahrt (DLR) und der Deutschen Bahn vor.

## Kupplung

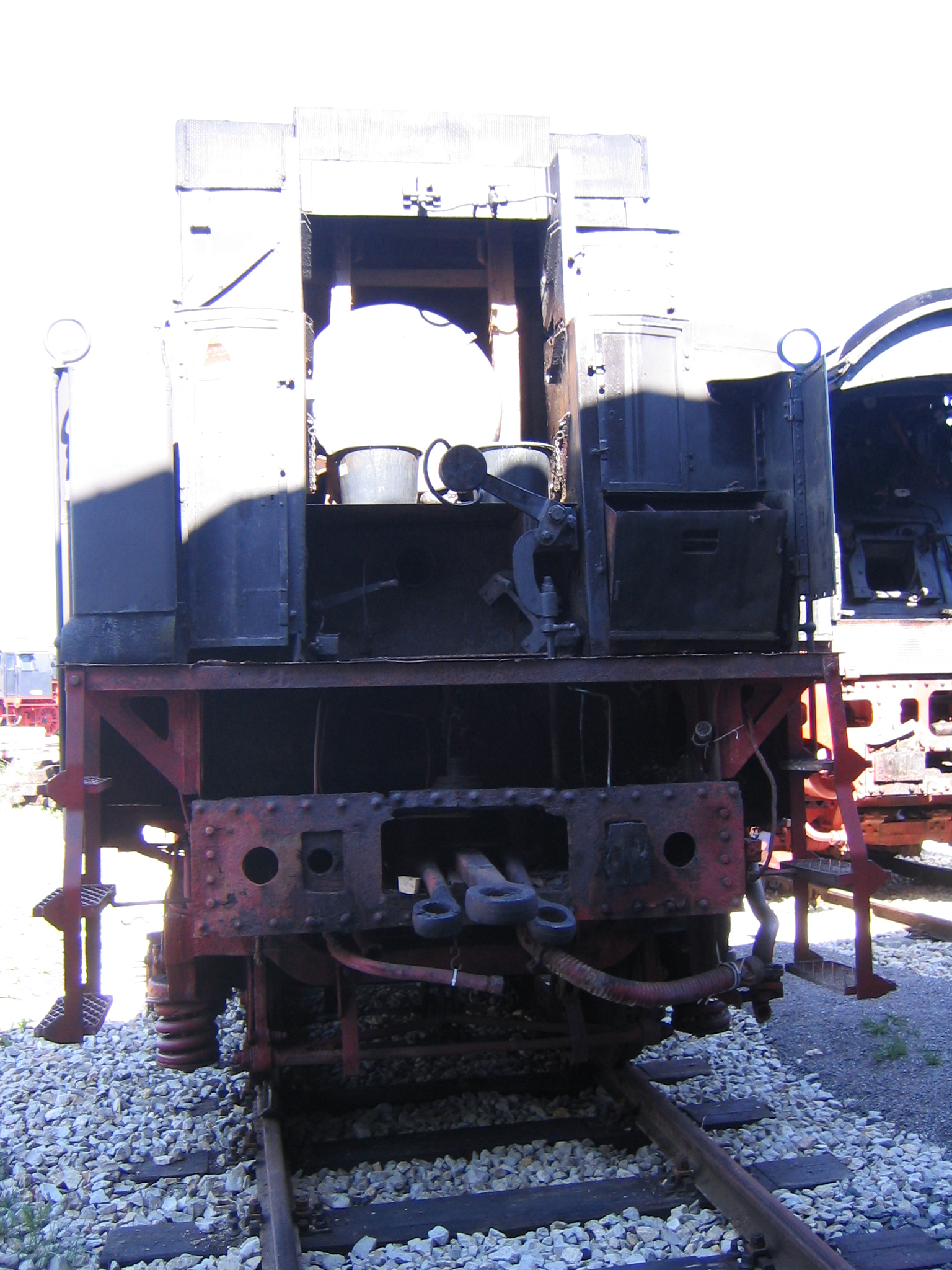
Vorderseite eines Einheitstenders

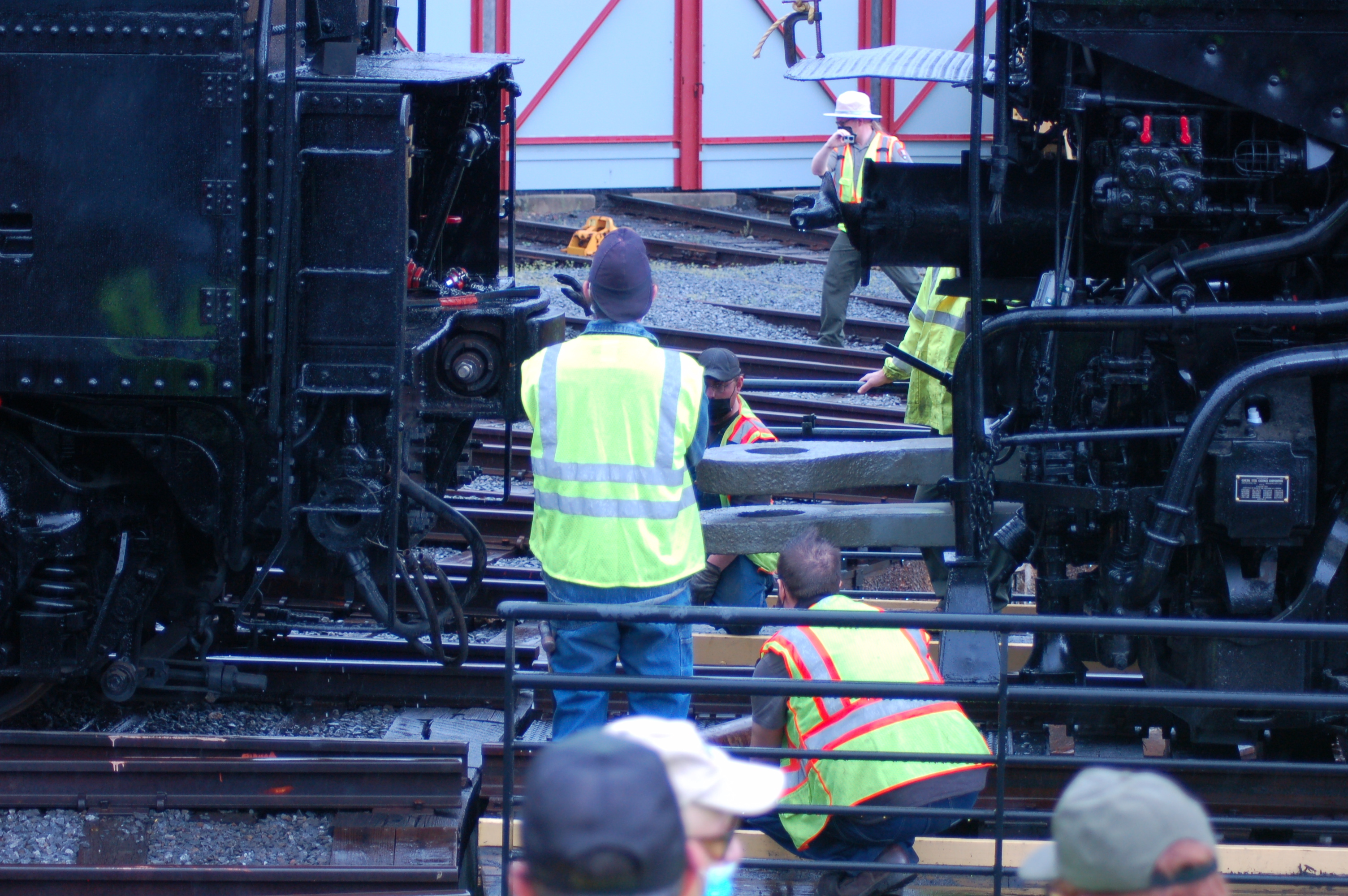
Kuppelvorgang bei UP-Klasse 4000

Ein nützlicher Nebeneffekt des meist schweren Schlepptenders (voll beladen etwa 50 bis 70 Tonnen bei europäischen Bahnen und ca. 130 bis 205 Tonnen bei US-amerikanischen) ist, dass dessen Gewicht den oft unruhigen, zuckenden Lauf der Dampflokomotive stabilisiert, der aus den freien Massekräften des Triebwerks resultiert (insbesondere bei Zweizylinderlokomotiven). Der Tender wird deshalb spielfrei (aber nicht starr) mit der Lokomotive verbunden.
Entgegen der üblichen Kupplungsweise zwischen den Wagen eines Zuges bzw. Lok und Zug muss die Verbindung zwischen Lok und Tender im Betrieb nicht getrennt werden. Als verbindendes und die Zugkräfte aufnehmendes Element dient das sog. Hauptkuppeleisen. Dabei handelt es sich um eine massive, starre Stange mit je einer Bohrung an den Enden. Damit die durchgesteckten Kuppelbolzen bei schrägen Bewegungen nicht verkanten, verlaufen die Öffnungen der Bohrungen trichterförmig gebogen nach innen.
Das Kuppeleisen steht oft permanent unter einer Vorspannung durch sog. Stoßpuffer, die Lokomotive und Tender auseinanderdrücken. Zwei Stoßpuffer sind seitlich der Kuppeleisen angebracht und in Längsrichtung geführt. Eine als Blattfeder ausgeführte Stoßfeder drückt beide Stoßpuffer stirnseitig gegen an der Lokomotive angebrachte Gleitplatten. Die Gleitplatten sind ebenfalls ballig oder angeschrägt ausgeführt. Verschieben sich Lokomotive und Tender seitlich gegeneinander, dann werden die Federn der Puffer stärker zusammengedrückt, was in Verbindung mit den schrägen Anlageflächen zu einer Rückstellkraft führt.
Ein Bruch dieser Kupplung hätte fatale Folgen, da sich der Heizer praktisch ständig über die Verbindung beider Fahrzeuge bewegt. Neben dem Hauptkuppeleisen sind deshalb bei deutschen Einheitslokomotiven noch zwei seitliche Notkuppeleisen vorhanden, die eine Verbindung auch nach Bruch des Hauptkuppeleisens sicherstellen. Die Bohrungen der Notkuppeleisen sind als Langlöcher ausgeführt, um die Funktion des Hauptkuppeleisens und der Stoßpuffer nicht zu beeinträchtigen.
Da diese Verbindung zwischen Lokomotive und Tender primär auf Zug ausgelegt ist und die Vorspannung im Vergleich zum Zuggewicht relativ klein ist, schieben Schlepptenderlokomotiven Züge bei Nachschieben in der Regel mit der Rauchkammer voran. Die Lok fährt vorwärts und schiebt die Wagen vor sich her. Würden sie schwere Züge mit dem Tender nachschieben, würde das Zuggewicht die Vorspannung der Pufferfedern überwinden und das Hauptkuppeleisen auf Druck beanspruchen.
Neben der Tenderkupplung sind noch Wasserrohrkupplungen für die Zuführung des Speisewassers, die Heizleitungskupplung, die Druckluft- oder Saugluftkupplungen und gegebenenfalls die Stokerkupplung vorhanden.

## Bezeichnungsweise
Die Schlepptender deutscher Schnellzug-, Personenzug und Güterzuglokomotiven erhielten die Bezeichnung „T“. Zusätzlich wurden weitere Angaben in Ziffern angegeben: Achsfolge und Wasservorräte in Kubikmetern, die Brennstoffvorräte wurden nicht angegeben, ferner noch Angaben, ob die Tender einer Länderbauart des Deutschen Reichs bis 1919 entsprechen.
Beispiele:
- pr 3 T20 (Preußische Staatseisenbahnen, drei im Hauptrahmen gelagerte Radsätze, 20 m³ Wasser)
- 2’3 T38 (ein zweiachsiges Drehgestell und drei im Hauptrahmen gelagerte Radsätze, 38 m³ Wasservorrat)
- 2’2’ T34 (zwei zweiachsige Drehgestelle, 34 m³ Wasservorrat)
- bay 2’2’ T26,2 (Königlich Bayerische Staatseisenbahnen zwei zweiachsige Drehgestelle, 26,2 m³ Wasservorrat)
- sä 2’2’ T28 (Königlich Sächsische Staatseisenbahnen zwei zweiachsige Drehgestelle, 28 m³ Wasservorrat)
- DR 2’2’ T30 (Deutsche Reichsbahn zwei zweiachsige Drehgestelle, 30 m³ Wasservorrat, für Stoker)

In Belgien und im alten Österreich-Ungarn und einigen seiner Nachfolgestaaten wie Österreich und der Tschechoslowakei existierten für Schlepptender eigene Reihenbezeichnungen und Ordnungsnummern ohne erkennbaren Zusammenhang mit den Nummern der damit gekuppelten Lokomotiven. Bei den Badischen Staatseisenbahnen entstanden ab 1897 ebenfalls eigenständige Tenderreihen die unabhängig von den Lokomotiven bezogen wurden und jeweils bei mehreren Lokomotiv-Baureihen zum Einsatz kamen. 
Beispiele:
- Badische Tenderreihe 2’2’ T 15
- EB-Tenderreihe 18
- kkStB-Tenderreihe 88
- SB-Tenderreihe 12

Bei Übersetzungen aus der englischen Sprache ist zu beachten, dass in der deutschen Sprache «Schlepptenderlokomotive» englisch einer tender locomotive entspricht, wogegen «Tenderlokomotive» als tank locomotive oder tank engine übersetzt wird.